# Trichomycterus rivulatus
Trichomycterus rivulatus — вид риб з ряду сомоподібних.
Населяє високогірні андські потоки та озера (зокрема Хунін, Поопо та Тітікака) в південному Перу, західній Болівії та північному Чилі.
Це найбільший вид роду Trichomycterus. Завдовжки максимально досягає 37,4 см.